# Nagyvarsány
Nagyvarsány is een plaats (község) en gemeente in het Hongaarse comitaat Szabolcs-Szatmár-Bereg. Nagyvarsány telt 1599 inwoners (2001).